# Pozal de Gallinas
Pozal de Gallinas è un comune spagnolo di 491 abitanti situato nella comunità autonoma di Castiglia e León.